# Premios Teatremusical.cat
Los Premios Teatremusical.cat son los galardones creados por el portal web con el mismo nombre que celebran logros en el teatro musical estrenado en el territorio catalán.
Los premios, nacidos en 2022 con el sexto aniversario del portal web, son los primeros en especializarse en el teatro musical en Cataluña y cuentan con un jurado profesional relacionado con algún ámbito de la profesión.
La gala de entrega de los premios se celebra en la Sala Aquarela de Barcelona desde su creación.

## Categorías de premios
Desde su primera edición, los premios constan de un total de 19 categorías, con cuatro candidaturas por categoría:
- Mejor musical de gran formato
- Mejor musical de pequeño formato
- Mejor intérprete en un rol femenino protagonista
- Mejor intérprete en un rol masculino protagonista
- Mejor interpreté en un rol femenino de reparto
- Mejor intérprete en un rol masculino de reparto
- Mejor dirección escénica
- Mejor dirección musical
- Mejor coreografía
- Mejor libreto
- Mejor partitura
- Mejor adaptación
- Mejor diseño de iluminación
- Mejor escenografía
- Mejor diseño de sonido
- Mejor vestuario
- Mejor evento
- Mejor reposición

Cada año se entrega, además de los premios competitivos, un premio especial a la trayectoria, que lleva el nombre del historiador Íñigo Santamaría, autor de Desde el Sud del Pacífico hasta más allá de la Luna.

## Ediciones

### Primera edición (2022)
La gala de entrega tuvo lugar el 21 de noviembre de 2022 en la Sala Aquarela de Barcelona.
| Mejor musical de gran formatoPresentado por: Àngels Gonyalons y Carlos Gramaje | Mejor musical de pequeño formatoPresentado por: Àngels Gonyalons y Carlos Gramaje |
| - Billy Elliot - SOM Produce - Cantando bajo la lluvia - Nostromo Live - ¡Chakapum! - El Terrat - Company - Teatro del Soho CaixaBank y Antonio Banderas | - Apologia i escarni de l'estupidesa humana - Marc Timón - Elles - Josep M. "Kabrota" Ribaudí - Guillermotta - Els 3 JS - Tómbola - GESPALKA'P |
| Mejor intérprete en un rol masculino protagonistaPresentado por: Àngels Gonyalons | Mejor intérprete en un rol femenino protagonistaPresentado por: Àngels Gonyalons |
| - Roger Berruezo - Company - Rai Borrell - Forever Young - Litus - ¡Chakapum! - Jordi Vidal - Guillermotta | - Natalia Millán - Billy Elliot - Clara Peteiro - Fama, el musical - Diana Roig - Cantando bajo la lluvia - Mònica Vives - Elles |
| Mejor intérprete en un rol masculino de repartoPresentado por: Carlos Gramaje | Mejor intérprete en un rol femenino de repartoPresentado por: Carlos Gramaje |
| - Ricky Mata - Cantando bajo la lluvia - Víctor G. Casademunt - Adéu, Arturo - Carlos Seguí - Company - Rubén Yuste - Company | - Anna Moliner - Company - Julia Möller - Company - Mireia Portas - Cantando bajo la lluvia - Marta Ribera - Company |
| Mejor dirección escénicaPresentado por: Mone Teruel | Mejor dirección musicalPresentado por: Ester Bartomeu |
| - Jordi Milán - Adéu, Arturo - Antonio Banderas - Company - Àngel Llàcer - Cantando bajo la lluvia - Xènia Reguant - ¡Chakapum! | - Pablo Novoa - ¡Chakapum! - Jordi Cornudella - Guillermotta - Andreu Gallén y Manu Guix - Cantando bajo la lluvia - Gaby Goldman - Billy Elliot |
| Mejor coreografiaPresentado por: Ester Bartomeu | Mejor adaptaciónPresentado por: Marc Rosich |
| - Peter Darling, Toni Espinosa y Elsa Álvaro - Billy Elliot - Miryam Benedited - Cantando bajo la lluvia - Bea Vergés - ¡Chakapum! | - Premio desierto. |
| Mejor libretoPresentado por: Marc Rosich | Mejor partituraPresentado por: Marc Rosich |
| - Sílvia Sanfeliu - Elles - Marc Artigau - Bye Bye Monstre - Joan Grau - ¡Chakapum! - Marc Timón - Apologia i escarni de l'estupidesa humana | - Dàmaris Gelabert - Bye Bye Monstre - Ever Blanchet y Josep M. Borràs - La grossa i la bèstia - Josep M. "Kabrota" Ribaudí - Elles - Marc Timón - Apologia i escarni de l'estupidesa humana                                                               |
| Mejor escenografíaPresentado por: Estanis Aboal | Mejor vestuarioPresentado por: Estanis Aboal |
| - Castells i Planas - Adéu, Arturo - Alejandro Andújar - Company - Enric Planas - Cantando bajo la lluvia - Ricardo Sánchez Cuerda - Billy Elliot | - Cristina López - Adéu, Arturo - Antonio Belart - Company - Míriam Compte - Cantando bajo la lluvia - Ana Llena - Billy Elliot |
| Mejor diseño de sonidoPresentado por: Dani Gener | Mejor diseño de iluminaciónPresentado por: Dani Gener |
| - Roc Mateu - Company - Jordi Agut - Adéu, Arturo - Gaston Briski - Billy Elliot - Roc Mateu - Cantando bajo la lluvia | - Juan Gómez Cornejo y Carlos Torrijos - Company - Albert Faura - Cantando bajo la lluvia - Juan Gómez Cornejo y Carlos Torrijos - Billy Elliot - Jaume Ventura - Bye Bye Monstre                                                                          |
| Mejor eventoPresentado por: Roser Batalla | Mejor reposiciónPresentado por: Roser Batalla |
| - Next to Normal Immersive - DCGLOBAL Entertainment S.L., Layers of Reality S.L. y Grec 2022 Festival de Barcelona - A Man of Good Hope - Young Vic y Isango Ensemble - A Sondheim Night Music - Grec 2022 Festival de Barcelona y Pops Symphony Project - Capítols - Eric Serrano | - La filla del mar - La Barni Teatre, Grup Focus y Grec 2021 Festival de Barcelona - A Chorus Line - Teatro del Soho Caixabank, Antonio Banderas y John Broglio - El petit príncep - La Perla 29, Àngel Llàcer y Manu Guix - Una llum tímida - La Cicatriz |
| Premio Íñigo SantamaríaPresentado por: Antoni Font-Mir | |
| - Núria Feliu | |

#### Producciones con múltiples nominaciones y premios
| Producción                                | Nominaciones |
| ----------------------------------------- | ------------ |
| Company                                   | 12           |
| Cantando bajo la lluvia                   | 11           |
| Billy Elliot                              | 8            |
| ¡Chakapum!                                | 6            |
| Adéu, Arturo                              | 5            |
| Elles                                     | 4            |
| Bye Bye Monstre                           | 3            |
| Apologia i escarni de l'estupidesa humana | 3            |
| Guillermotta                              | 3            |

| Producción   | Premios |
| ------------ | ------- |
| Company      | 4       |
| Billy Elliot | 4       |
| Adéu, Arturo | 2       |

#### Actuaciones en la gala[8]
- Overtura - Miquel González
- "Tendra (Lovely)" - Golfus de Roma (Eloi Gómez, Ana Samartín y Xavi Mestres)
- "Ya me voy (Long Way Home)" - Pretty Woman, el musical (Roger Berruezo, Cristina Llorente y Miquel González)
- "Feliços a Instagram" - El poliamor és així... (de complicat) (Gerard Sesé y Rosa Maria Palomera)
- Medley "Ojos verdes" - Ojos verdes (Marc Vilavella, Gracia Fernández, Albert Mora, Candela Díaz Sanz y Marc Sambola)
- Suite "Guinovart" - Albert Guinovart

### Segunda edición (2023)
La gala de la segunda edición se llevó a cabo el 6 de noviembre de 2023 en la Sala Aquarela de Barcelona.
| Mejor musical de gran formatoPresentado por: Xavi Duch | Mejor musical de pequeño formatoPresentado por: Xavi Duch |
| - L'alegria que passa - Dagoll Dagom - Golfus de Roma - Grup Focus y Festival de Teatro Clásico de Mérida - Pares normals - Minoria Absoluta - Pretty woman, el musical - Grupo Smedia y Veniu Fama                                                              | - 3 desitjos - El Maldà - Baby Boom! - Egos Produccions y Els Marquesets - Ojos verdes - La Barni Teatre - El poliamor és així... (de complicat) - Generació de Merda            |
| Mejor intérprete en un rol masculino protagonistaPresentado por: Muntsa Rius | Mejor intérprete en un rol femenino protagonistaPresentado por: Muntsa Rius |
| - Jordi Bosch - Golfus de Roma - Roger Berruezo - Pretty Woman, el musical - Xavi Navarro - Un amor particular - Marc Vilavella - Ojos verdes | - Àngels Gonyalons - L'alegria que passa - Júlia Bonjoch - Pares normals - Cristina Llorente - Pretty Woman, el musical - Judit Malet - 3 desitjos                               |
| Mejor intérprete en un rol masculino de repartoPresentado por: Queralt Albinyana | Mejor intérprete en un rol femenino de repartoPresentado por: Queralt Albinyana                                                                                                  |
| - Rubén Yuste - Pretty Woman, el musical - Víctor Gómez - Pares normals - Eloi Gómez - L'alegria que passa - Toni Viñals - Grease | - Mariona Castillo - L'alegria que passa - Erika Bleda - Pretty Woman, el musical - Meritxell Duró - Golfus de Roma - Mercè Martínez - 3 desitjos                                |
| Mejor dirección escénicaPresentado por: Roberto G. Alonso | Mejor dirección musicalPresentado por: Roberto G. Alonso |
| - Marc Rosich - L'alegria que passa - Carline Brouwer - Pretty Woman, el musical - Pilar Capellades - 3 desitjos - Marc Vilavella - Ojos verdes | - Xavier Mestres - Golfus de Roma - Dídac Flores - Tuelf Points - Andreu Gallén - L'alegria que passa - Marc Sambola - Ojos verdes                                               |
| Mejor coreografiaPresentado por: Roberto G. Alonso | Mejor adaptaciónPresentado por: Roser Batalla |
| - Ariadna Peya - L'alegria que passa - Toni Espinosa - Grease - Denise Holland Bethke - Pretty Woman, el musical - Marta Tomasa - Pares normals | - Daniel Anglès y Marc Gómez - Golfus de Roma |
| Mejor libretoPresentado por: Roser Batalla | Mejor partituraPresentado por: Roser Batalla |
| - Marc Rosich - L'alegria que passa - Marc Artigau, Els Amics de les Arts i Minoria Absoluta - Pares normals - Marc Lluís Fernández - 3 desitjos - Xavi Morató - El poliamor és així... (de complicat)                                                           | - Carles Alarcón - 3 desitjos - Andreu Gallén y Marc Rosich - L'alegria que passa - Albert Guinovart y David Pintó - Elles - Gerard Sesé - El poliamor és així... (de complicat) |
| Mejor escenografíaPresentado por: Goretti Puente | Mejor vestuarioPresentado por: Goretti Puente |
| - Montse Amenós - Golfus de Roma - Carla Janssen Höfelt - Pretty Woman, el musical - Albert Pascual - L'alegria que passa - Enric Planas - Pares normals | - Monste Amenós - Golfus de Roma - Albert Pascual - L'alegria que passa - Ivan Stefanutti - Pretty Woman, el musical - Marc Udina - Pares Normals                                |
| Mejor diseño de sonidoPresentado por: Queralt Albinyana | Mejor diseño de iluminaciónPresentado por: Queralt Albinyana |
| - Jordi Ballbé - Golfus de Roma - Jordi Ballbé - L'alegria que passa - Marc Sardà - Pares normals - Armando Vertullo - Pretty Woman, el musical | - Francesco Vignati - Pretty Woman, el musical - David Bofarull - L'alegria que passa - Dani Gener - 3 desitjos - Kiko Planas - Pares normals                                    |
| Mejor eventoPresentado por: Víctor Álvaro | Premio extraordinarioPresentado por: Víctor Álvaro |
| - Sondheim X Sondheim - Temporada Alta 2022 - XXI Gala Catalunya Aixeca el Teló - ADETCA - RIIIING! Els musicals que truquen a la porta - Grec 2023 Festival de Barcelona, El Terrat y Mercat de Música Viva de Vic - The Wild Party, en concert - Vocal Factory | - La gata perduda - Gran Teatre del Liceu |
| Premio Íñigo SantamaríaPresentado por: Antoni Font-Mir | |
| - Carme Sansa | |

#### Producciones con múltiples nominaciones y premios[10]
| Producción                            | Nominaciones |
| ------------------------------------- | ------------ |
| L'alegria que passa                   | 13           |
| Pretty Woman, el musical              | 11           |
| 'Pares normals'                       | 9            |
| Golfus de Roma                        | 8            |
| 3 desitjos                            | 7            |
| Ojos Verdes                           | 4            |
| El poliamor és així... (de complicat) | 3            |
| Grease                                | 2            |

| Producción               | Premios |
| ------------------------ | ------- |
| L'alegria que passa      | 6       |
| Golfus de Roma           | 6       |
| 3 desitjos               | 2       |
| Pretty Woman, el musical | 2       |

#### Actuaciones en la gala[8]
- Overtura - Diana Roig, Marc Pociello y Miquel González
- Medley "La historia interminable" - La historia interminable (Elena González, Josean Moreno, Álex Forriols, Blanca Casellas y Laurence Aliganga
- Medley "John & Jen" - John & Jen (Anna Valldeneu, Marc Pociello y Filippo Fanó)
- "Ió Ió" - Bacants (Mireia Sala, Elena Moreno, Laura Daurell y Pol Blancafort)
- "La canción del Querubín" - Victorina (Gracia Fernández y Gustavo Llull)
- "El regal de la por" - En Joan sense por i la casa encantada (Ariadna Suñé, Aina Ros, Clàudia Abellan, Arnau Morera y Miquel González)
- Suite "Carme Sansa": "Viola del violer"/"Bec per les dones un glop (Ladies Who Lunch)"/"Per un xic de tendresa" - Maria Codony y Miquel González
- "Alguna cosa em diu que no puc" - Alan, el musical (Patricia Paisal, Ander Mataró y Mateu Peramiquel)

### Tercera edición (2024)
La gala de la tercera edición se llevará a cabo el 11 de noviembre de 2024 en la Sala Aquarela de Barcelona.
| Mejor musical de gran formato | Mejor musical de pequeño formato |
| - Alan - WeColorMusic - Los chicos del coro - AMR Produce y KAK Group - The Producers - Nostromo Live - El tiempo entre costuras - beonENTERATIMENT | - Lo cant de les ànimes mudes - La Tremenda Cia - Estimadíssims malvats - Teatre Nu - John i Jen - Vocal Factory Produccions - Victorina - La Barni, Lamarsó Produce y Casandra Projectes Artístics |
| Mejor intérprete en un rol masculino protagonista | Mejor intérprete en un rol femenino protagonista |
| - Ricky Mata - The Producers - Ander Mataró - Alan - Armando Pita - The Producers - Jordi Vidal - Estimadíssims malvats | - Alba Cuartero - El tiempo entre costuras - Candela Díaz Sanz - Batec - Patricia Paisal - Alan - Anna Valldeneu - John i Jen                                                                       |
| Mejor intérprete en un rol masculino de reparto | Mejor intérprete en un rol femenino de reparto |
| - Cisco Cruz - Alan - Bittor Fernández - The Producers - Jan Forrellat - El tiempo entre costuras - Àngel Llàcer - The Producers | - Laura G. Ballbé - La historia interminable - Gracia Fernández - Victorina - Vinyet Morral - Alan - Mireia Portas - The Producers                                                                  |
| Mejor dirección escénica | Mejor dirección musical |
| - Víctor Álvaro - Lo cant de les ànimes mudes - Xavi Duch - John i Jen - Àngel Llàcer y Enric Cambray - The Producers - Marc Vilavella - Batec | - Rodrigo Álvarez - Los chicos del coro - Manu Guix y Gerard Alonso - The Producers - Mateu Peramiquel - Alan - Laia Vallès - Estimadíssims malvats                                                 |
| Mejor coreografia | Mejor adaptación |
| - Federico Barrios - La historia interminable - Miryam Benedited - The Producers - Jordi Vidal - Estimadíssims malvats - Teresa G. Valenzuela y Marta Asamar - Victorina | - Premio desierto. |
| Mejor libreto | Mejor partitura |
| - Víctor Borràs Gasch - Estimadíssims malvats - Georgina Castillo - Batec - Mar Puig - Alan - Jordi Vilà - Lo cant de les ànimes mudes | - Ismael Dueñas - Lo cant de les ànimes mudes - Mateu Peramiquel - Alan - Gerard Sesé, Ariadna Cabiró y Arnau Tordera - Amor a mort - Antonio Zarco - Batec                                         |
| Mejor escenografía | Mejor vestuario |
| - Llorenç Corbella - Estimadíssims malvats - Ricardo Sánchez Cuerda - La historia interminable - Enric Planas - The Producers - David Pizarro - Los chicos del coro | - Antonio Belart - La historia interminable - Lorenzo Caprile y Marietta Calderón - El tiempo entre costuras - Iria Carmela Domínguez - Los chicos del coro - Marc Udina - The Producers            |
| Mejor diseño de sonido | Mejor diseño de iluminación |
| - Carles Bernal - Alan - Javier Isequilla - Los chicos del coro - Roc Mateu - The Producers - Enric Vinyeta - John i Jen | - Quim Algora - Victorina - Jordi Berch y Adrià Gómez - Alan - Albert Faura - The Producers - Juanjo Llorens - Los chicos del coro                                                                  |
| Mejor evento | Premio Íñigo Santamaría |
| - La gran nit de Dagoll Dagom - Dagoll Dagom y Grec 2024, Festival de Barcelona - How Terrific! - Xavi Duch - Núria Feliu: homenatge al Palau (de la música catalana) - Alter Sinergies y Fundació Orfeó Català-Palau de la Música - The Rocky Horror Show - Trafalgar Theatre Productions | - Dagoll Dagom |

#### Producciones con múltiples nominaciones
|                             | \| Producción \| Nominaciones \| \| --------------------------- \| ------------ \| \| The Producers \| 13 \| \| Alan \| 10 \| \| Los chicos del coro \| 6 \| \| Estimadíssims malvats \| 6 \| \| Batec \| 4 \| \| Lo cant de les ànimes mudes \| 4 \| \| La historia interminable \| 4 \| \| John i Jen \| 4 \| \| El tiempo entre costuras \| 4 \| \| Victorina \| 4 \| |
| Producción                  | Nominaciones |
| The Producers               | 13 |
| Alan                        | 10 |
| Los chicos del coro         | 6 |
| Estimadíssims malvats       | 6 |
| Batec                       | 4 |
| Lo cant de les ànimes mudes | 4 |
| La historia interminable    | 4 |
| John i Jen                  | 4 |
| El tiempo entre costuras    | 4 |
| Victorina                   | 4 |